# チャンドラー・ヘイル

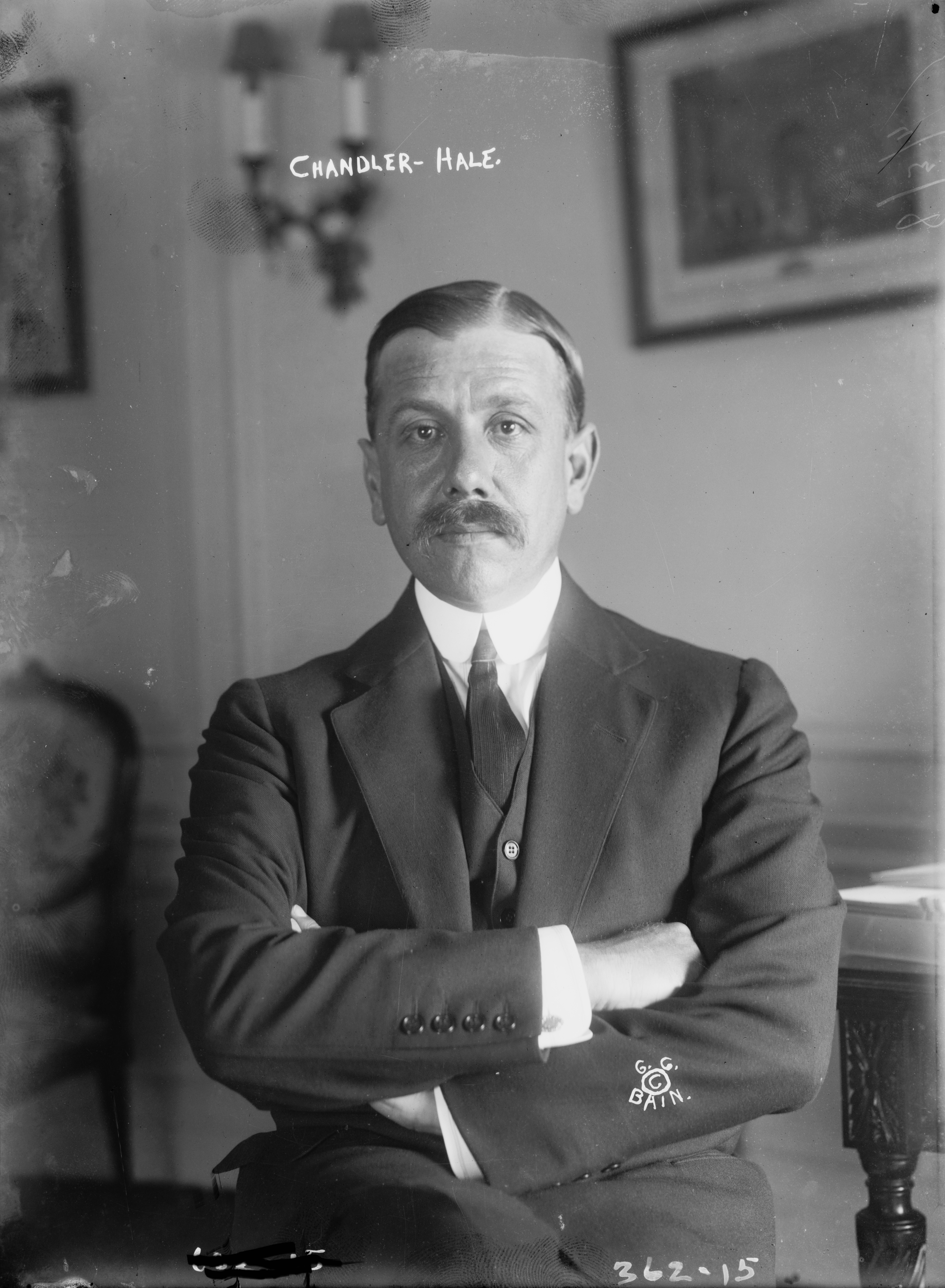
チャンドラー・ヘイル

チャンドラー・ヘイル（Chandler Hale, 1873年3月2日 - 1951年5月）は、アメリカ合衆国の政治家。

## 生涯
1873年3月2日、ヘイルはワシントンD.C.において、共和党の政治家ユージーン・ヘイルとメアリー・ダグアス・チャンドラー (Mary Douglas Chandler) の息子として誕生した。
ヘイルは国務省に入省した。ヘイルは1897年にイタリアのローマで合衆国大使館の書記官を、1901年から1905年までオーストリアのウィーンで合衆国大使館の書記官を務めた。ヘイルは1907年にオランダで開催された第2回ハーグ平和会議に、合衆国の代理人として出席した。
1901年9月25日、ヘイルはウィリアム・タフト大統領からアメリカ合衆国第三国務次官補に任命された。ヘイルは1901年10月14日に着任したが、上院休会中に任命を受けたため、1909年12月13日にあらためて上院の承認を受けた。ヘイルは1909年12月13日まで同職を務めた。
1951年5月に死去。